# 阿赖和昂
阿赖和昂（法語：Arraye-et-Han）是法国默尔特-摩泽尔省的一个市镇，位于该省中南部，东侧和摩泽尔省接壤，属于南锡区（Nancy）。该市镇总面积10.34平方公里，2009年时的人口为328人。

## 人口
阿赖和昂人口变化图示